# Christianne Casimir
Christianne Casimir (23 marzo 1973) è un'ex pentatleta tedesca.

## Palmarès
In carriera ha conseguito i seguenti risultati:
- Europei

Székesfehérvár 2000: argento nel pentathlon moderno staffetta a squadre.